# 西梅迪奧
西梅迪奧（葡萄牙語：Médio Oeste）是巴西東北部北里約格朗德州西波蒂瓜爾中區的一個小區。

## 市鎮
西梅迪奧下轄以下的市鎮：
- 奥古斯托塞韦罗
- 然杜伊斯
- 梅西亚斯塔尔吉努
- 帕拉乌
- 特里温富-波蒂瓜尔
- 乌帕内马